# Lista de ilhas da Europa por população
Esta é uma ilha incompleta de ilhas da Europa, listadas por população residente.

## Lista

### Mais de100 000habitantes
| Ordem | Ilha                   | País(es) | População        |
| ----- | ---------------------- | --- | ---------------- |
| 1     | Grã-Bretanha           | Reino Unido | 64 500 000       |
| 2     | Irlanda                | Irlanda · Reino Unido (Irlanda do Norte)                                                                          | 6 399 115        |
| 3     | Sicília                | Itália | 5 036 666        |
| 4     | Zelândia               | Dinamarca | 2 302 074 (2018) |
| 5     | Sardenha               | Itália | 1 670 219        |
|       | Tenerife (África)      | Espanha | 888 184 (2015)   |
| 6     | Maiorca                | Espanha | 859 289 (2015)   |
|       | Chipre (Ásia)          | Chipre · Reino Unido (Akrotiri e Dhekelia) · República Turca de Chipre do Norte (estado de facto não reconhecido) | 855 000          |
|       | Gran Canaria (África)  | Espanha | 847 830 (2015)   |
| 7     | Södertörn              | Suécia | 797 333 (2013)   |
| 8     | Creta                  | Grécia | 623 065 (2011)   |
| 9     | Fyn                    | Dinamarca | 447 060          |
| 10    | IJsselmonde            | Países Baixos | 423 000          |
| 11    | Malta                  | Malta | 406 000          |
| 12    | Flevopolder            | Países Baixos | 307 500          |
| 13    | Vendsyssel-Thy         | Dinamarca | 306 373          |
| 14    | Islândia               | Islândia | 305 001          |
| 15    | Córsega                | França | 302 000          |
|       | Madeira (África)       | Portugal | 265 000          |
| 16    | Eubeia                 | Grécia | 218 032 (2005)   |
| 17    | Portsea                | Reino Unido | 207 100          |
| 18    | Vasilievsky            | Rússia | 202 650          |
| 19    | Amager                 | Dinamarca | 196 094          |
| 20    | Hisingen               | Suécia | 147 200 (2013)   |
|       | Lanzarote (África)     | Espanha | 143 209 (2015)   |
| 21    | São Miguel             | Portugal | 141 000          |
| 22    | Ibiza                  | Espanha | 140 964 (2015)   |
| 23    | Isle of Wight          | Reino Unido | 140 000          |
|       | Rodes                  | Grécia | 117 007 (2001)   |
| 24    | Corfu                  | Grécia | 111 975 (2001)   |
|       | Fuerteventura (África) | Espanha | 107 367 (2015)   |
| 25    | Södermalm              | Suécia | 102 756 (2013)   |

### Até100 000habitantes
| Ordem | Ilha                 | País(es)                                      | População     |
| ----- | -------------------- | --------------------------------------------- | ------------- |
| 26    | Menorca              | Espanha                                       | 92 348 (2015) |
|       | Lesbos               | Grécia                                        | 90 643 (2001) |
| 27    | Jersey               | Jersey (depend. da coroa do Reino Unido)      | 88 200        |
|       | La Palma (África)    | Espanha                                       | 82 346 (2015) |
| 28    | Ilha de Man          | Isle of Man (depend. da coroa do Reino Unido) | 80 000        |
| 29    | Usedom               | Alemanha · Polónia                            | 76 500        |
| 30    | Rügen                | Alemanha                                      | 73 000        |
| 31    | Anglesey             | Reino Unido                                   | 68 900        |
| 32    | Lolland              | Dinamarca                                     | 68 224        |
| 33    | Guernsey             | Guernsey (dep. da coroa do Reino Unido)       | 62 200        |
| 34    | Veneza               | Itália                                        | 62 000        |
| 35    | Kungsholmen          | Suécia                                        | 58 194 (2013) |
| 36    | Värmdö               | Suécia                                        | 57 497 (2013) |
| 37    | Gotlândia            | Suécia                                        | 56 656 (2013) |
| 38    | Ischia               | Itália                                        | 56 100        |
| 39    | Terceira             | Portugal                                      | 55 833 (2001) |
|       | Quio                 | Grécia                                        | 53 817 (2005) |
| 40    | Als                  | Dinamarca                                     | 51 806        |
| 41    | Chioggia             | Itália                                        | 51 336        |
| 42    | Lidingö              | Suécia                                        | 43 897 (2013) |
| 43    | Falster              | Dinamarca                                     | 43 364        |
| 44    | Bornolmo             | Dinamarca                                     | 43 245        |
| 45    | Kotlin               | Rússia                                        | 43 100        |
| 46    | Cefalónia            | Grécia                                        | 42 088 (2005) |
| 47    | Zacinto              | Grécia                                        | 41 472 (2005) |
| 48    | Saaremaa             | Estónia                                       | 39 200        |
| 49    | Salamina             | Grécia                                        | 38 022 (2001) |
| 50    | Ilha de Sheppey      | Reino Unido                                   | 37 852        |
| 51    | Canvey               | Reino Unido                                   | 37 473        |
| 52    | Tromsøya             | Noruega                                       | 35 000 (2007) |
|       | Samos                | Grécia                                        | 33 814 (2001) |
| 53    | Hinnøya              | Noruega                                       | 32 101        |
| 54    | Elba                 | Itália                                        | 32 000        |
| 55    | Gozo                 | Malta                                         | 31 100        |
|       | Kos                  | Grécia                                        | 30 947 (2001) |
| 56    | Öland                | Suécia                                        | 24 984 (2013) |
| 57    | Karmøy               | Noruega                                       | 29 940        |
| 58    | Askøy                | Noruega                                       | 24 000 (2009) |
| 59    | Fasta Åland          | Finlândia                                     | 23 600        |
| 60    | Lauttasaari (Drumsö) | Finlândia                                     | 23 226        |
| 61    | Lefkada              | Grécia                                        | 22 879 (2005) |
| 62    | Streymoy             | Dinamarca ( Ilhas Feroé)                      | 22 555 (2009) |
| 63    | Mors                 | Dinamarca                                     | 22 293        |
| 64    | Portowa              | Polónia                                       | 22 167        |
| 65    | Sylt                 | Alemanha                                      | 21 000        |
|       | La Gomera (África)   | Espanha                                       | 20 783 (2015) |
| 66    | Oléron               | França                                        | 20 000        |
| 67    | Lido di Venezia      | Itália                                        | 20 000        |
| 68    | Siro                 | Grécia                                        | 20 000 (2004) |
| 69    | Lewis e Harris       | Reino Unido                                   | 19 918        |
| 70    | Stord                | Noruega                                       | 19 400        |
| 71    | Nøtterøy             | Noruega                                       | 18 500        |
| 72    | Naxos                | Grécia                                        | 18 188 (2001) |
| 73    | Wolin                | Polónia                                       | 18 000        |
| 74    | Krk                  | Croácia                                       | 17 860        |
| 75    | Mainland (Shetland)  | Reino Unido                                   | 17 550        |
| 76    | Lemnos               | Grécia                                        | 17 000 (2001) |
| 77    | Hayling              | Reino Unido                                   | 16 887        |
|       | Calímnos             | Grécia                                        | 16 576 (2001) |
| 78    | Korčula              | Croácia                                       | 16 182        |
| 79    | Langøya              | Noruega                                       | 15 844        |
| 80    | Ekerö                | Suécia                                        | 15 369 (2013) |
| 81    | Sotra (Store Sotra)  | Noruega                                       | 15 356        |
| 82    | Orkney Mainland      | Reino Unido                                   | 15 315        |
| 83    | Faial                | Portugal                                      | 15 063 (2001) |
| 84    | Île de Ré            | França                                        | 15 000        |
| 85    | Pico                 | Portugal                                      | 14 806 (2001) |
| 86    | Hammarö              | Suécia                                        | 14 709 (2013) |
| 87    | Orust                | Suécia                                        | 14 562 (2013) |
| 88    | Brač                 | Croácia                                       | 14 031        |
| 89    | Tjörn                | Suécia                                        | 14 024        |
| 90    | Langeland            | Dinamarca                                     | 13 881        |
| 91    | Thasos               | Grécia                                        | 13 765 (2001) |
| 92    | Texel                | Países Baixos                                 | 13 700        |
| 93    | Ilha Holy (Anglesey) | Reino Unido                                   | 13 600        |
| 94    | Aegina               | Grécia                                        | 13 552 (2001) |
| 95    | Fehmarn              | Alemanha                                      | 13 000        |
| 96    | Great Island         | Irlanda                                       | 13 000        |
| 97    | Paros                | Grécia                                        | 12 853 (2001) |
| 98    | Capri                | Itália                                        | 12 200        |
| 99    | Formentera           | Espanha                                       | 11 878 (2015) |
| 100   | Jeløya               | Noruega                                       | 11 825 (2017) |
| 101   | Santorini            | Grécia                                        | 11 716 (2001) |
| 102   | Sant'Antioco         | Itália                                        | 11 700        |
| 103   | Walney               | Reino Unido                                   | 11 391        |
| 104   | Hvar                 | Croácia                                       | 11 103        |
| 105   | Hiiumaa              | Estónia                                       | 11 087        |
| 106   | Lipari               | Itália                                        | 11 000        |
| 107   | Eysturoy             | Dinamarca ( Ilhas Feroé)                      | 10 883 (2009) |
| 108   | Vestvågøy            | Noruega                                       | 10 700        |
| 109   | Procida              | Itália                                        | 10 694 (2004) |
|       | El Hierro (África)   | Espanha                                       | 10 587 (2015) |
| 110   | Frösö                | Suécia                                        | 10 570 (2013) |
| 111   | São Jorge            | Portugal                                      | 10 500 (2001) |
| 112   | Møn                  | Dinamarca                                     | 10 448        |
| 113   | Kvaløya (Troms)      | Noruega                                       | 10300         |
| 114   | Mykonos              | Grécia                                        | 10 134        |
| 115   | Île de Noirmoutier   | França                                        | 10 000        |